# Sepp Wendl
Sepp Wendl (* 2. Juni 1894 in Fohnsdorf; † 17. Juni 1969 ebenda) war ein österreichischer Politiker (SPÖ) und Wirtschaftsberater. Er war von 1945 bis 1953 Abgeordneter zum Österreichischen Nationalrat.

## Leben
Wendl besuchte nach der Volks- und Bürgerschule eine Handelsschule und erlernte den Beruf des Kaufmanns. Er war beruflich als  Buchhalter und Wirtschaftsberater tätig. 

## Politik
Er trat 1918 der Sozialdemokratischen Partei bei. Auf Grund seines politischen Engagements wurde er 1934 inhaftiert, später war er im Widerstand aktiv. Wendl vertrat die SPÖ zwischen dem 19. Dezember 1945 und dem 18. März 1953 als Abgeordneter im Nationalrat.